# Vincents Welt
Vincents Welt ist ein Film von Gabriele Salvatores, der seine Weltpremiere auf den Filmfestspielen in Venedig im September 2019 hatte. Er ist inspiriert von einer wahren Geschichte, den gemeinsamen Erlebnissen eines Vaters mit seinem autistischen Sohn. Das Buch „Wenn ich dich umarme, hab keine Angst – Die wahre Geschichte von Franco und Andrea Antonello erzählt von Fulvio Ervas“ erschien 2013 bei Diogenes.

## Handlung
Elena arbeitete als Kellnerin auf einem Kreuzfahrtschiff und verliebte sich in den Unterhaltungssänger Willi, einem Leichtfuß. Sie wurde schwanger, und noch ehe Vincent geboren wurde, verließ Willi sie. Sie spürte bald, dass ihr Kind anders war, wollte das aber nicht wahrhaben. Es wurde eine Form von Autismus diagnostiziert. Glücklicherweise heiratete sie den reichen Lektor Mario, der sie und auch das Kind liebte und es liebevoll mit aufzog, was bei Vincents unberechenbaren Ausbrüchen nicht einfach war. Die Familie lebt in einem Luxus-Anwesen am Meer. Vincent erhielt in einer inklusiven Schule eine gute Ausbildung und wurde therapeutisch zum Beispiel durch den Umgang mit Pferden betreut. Er identifizierte sich mit seinem Namen, weil er den Song „Vincent“ von Don McLean liebte, der ja auch bei seiner Namensgebung eine Rolle gespielt hatte. Es zeigte sich aber, dass gerade die Annäherung der Mutter zu heftigen Ausbrüchen führte. Hier konnte immer Mario beruhigend auf Vincent einwirken, indem er ihm vorlas oder, ebenfalls als Indianer verkleidet, die Gegebenheiten erklärte, zum Beispiel, dass er zwei Väter habe.
Nun, 16 Jahre nach der Geburt Vincents, verschlägt es Willi bei einem Gelegenheitskonzert in die Stadt. Betrunken dringt er ins Haus ein und verlangt von Elena, seinen Sohn kennenzulernen. Sie und Mario werfen ihn hinaus, aber Vincent hat den Vorgang beobachtet. Am nächsten Morgen, Willi ist schon mit seinem Pickup in Slowenien auf dem Weg zu seinem nächsten Tingelkonzert, springt Vincent von der Ladefläche. Willi ist froh, dass er Vincent jetzt nicht sofort zurückbringen kann, er telefoniert nur mit Elena, denn er ist neugierig auf ihn, so wie auch Vincent auf seinen leiblichen Vater. Es beginnt eine gemeinsame Reise zueinander. Das ist nicht einfach, da beide in unterschiedlichen Welten leben. Abenteuerlich wird sie, weil Willi auch noch zwei Hochzeitsauftritte in Kroatien hat. Für die Passage der Grenze braucht man einen Pass, den Vincent nicht mit hat. So müssen sie die Grenze illegal mit Hilfe bezahlter Schlepper, die Flüchtlinge in die entgegengesetzte Richtung transportieren, überwinden. Die Skurrilität dieser Reise, herausgeworfen aus gewohntem Wohlstand, ohne Auto, mit ungewohnten Problemen konfrontiert, führt zu einer großen Annäherung beider. Sie bewältigen das gut, leben sie ja doch schon immer ein anderes Leben als die Mehrheit. Beide verständigen sich zwischen ihren unterschiedlichen Welten zunächst mit Codes, denn Vincent spricht nicht direkt. Dann aber gelingt auch ein direktes Schreibgespräch über eine Computertastatur. Vincent kann damit ausdrücken, dass er Angst hat, seine Anfälle nicht zu kontrollieren und damit die Beziehung zu Willi zu verlieren. Willi kann ihm sagen, warum er Vincent und Elena verlassen hatte: Er hatte Angst vor einer festen Beziehung und der Verantwortung eines Vaters. Er bittet Vincent um Entschuldigung. Besonders hilfreich ist Willi, indem er Vincent sensibel bei der Entdeckung seiner Sexualität unterstützt. Beide erleben den Höhepunkt dieser Vater-Sohn-Annäherung in einer freien Motorradfahrt, gleichsam „Volare“ (Lied der Gypsy Kings), wie der Film im englischen Sprachraum heißt.
Doch dann werden sie von Elena und Mario gefunden. Beide hatten sich nicht auf das Versprechen Willis verlassen, Vincent nach seiner „Konzerttournee“ wieder abzuliefern. Sie waren sofort aufgebrochen, um die beiden zu suchen. Dies wird auch eine Fahrt zu sich selbst. Elena spürt zwar die Liebe von Mario zu ihr, seiner „indolenten Schwimmerin“, aber auch seine Ressentiments. Er traute sich nicht zu einem gemeinsamen Kind aus Angst, es könnte wieder ein Autist sein. Das kränkt Elena. Mario liest das Manuskript von Elena mit dichten poetischen Bildern, den Erfahrungen ihres Lebens mit Vincent. Er wird es veröffentlichen.
Als Mario und Elena eintreffen, ist die Hochzeitsparty, für die Willi sang, zu Ende. Vincent und Willi, Willi ist betrunken, schwimmen auf Gummitieren in einem Pool, in dem auch alle möglichen Partyabfälle treiben. Elena muss Vincent retten, der in den Pool fällt und untergeht wie aller im Wasser treibender Unrat, angezogen vom Wasserauslauf. Als Vincent nach Elenas Wiederbelebungsversuchen die Augen aufschlägt, entdeckt er die Liebe zu seiner schönen Mutter.
Bei der Abreise springt er zu seiner Mutter auf die abfahrende Fähre, eine eigene Entscheidung ermutigt von der Mutter, glücklich, und winkt den beiden zurückbleibenden Vätern. Er hat seinen Platz gefunden, zwischen und mit allen.

## Rezeption
Katharina Zweckau meint: „Tragikomisches Drama mit sympathischen, frei von Klischees gezeichneten Figuren, inszeniert mit leichter, nicht allzu beschönigender Hand. Der charmante, mit märchenhaften Elementen versetzte Film ist von leisem Humor geprägt und profitiert von hervorragenden Darstellern.“
Oliver Armknecht charakterisiert den Film: „Vincents Welt ist ein netter Film, der trotz Dramatik nie weh tut, das Geschehen zudem mit kleineren Beispielen skurrilen Humors auflockert.“

## Auszeichnungen
Giulio Pranno wurde für die schauspielerische Leistung in der Rolle des Vincents 2020 mit dem Premio Guglielmo Biraghi geehrt, dem Preis für den besten Nachwuchsschauspieler 2020 des italienischen Filmkritikerverbandes SNGCI.